# عطاش دوراني
عطاش دوراني (بالأردوية: عطش درانی)‏ (22 يناير 1952 - 30 نوفمبر 2018) لساني وباحث وناقد ومؤلف وخبير تعليمي وعالم جواهر باكستاني. كتب أكثر من 275 كتابًا وحوالي 500 ورقة باللغتين الأردية والإنجليزية. كانت تخصصات دراسته الرئيسية هي اللغة والتعليم وعلوم الكمبيوتر وتكنولوجيا المعلومات. حصل على جائزة تمغة الامتياز ‏ وستارة الامتياز عن أعماله في اللغة الأردية وآدابها.

## النشأة
ولد دوراني في مونتغمري (ساهيوال الآن)، بالبنجاب. حصل على درجة الدكتوراه في المصطلحات الأردية عام 1991 من الكلية الشرقية الجامعية، جامعة البنجاب، لاهور. كان متخصصًا في تطوير المناهج والكتب المدرسية للأردية ومحو الأمية والأساسية وفي جميع مستويات التعليم العالي والمعلوماتية الأردية في (ADB) و(GIZ/GTZ) و(ESRA) و(JICA) واليونسكو و(US Aid) وإسلام أباد وباكستان وجناح المناهج، الوزارة الفيدرالية في التعليم، وجامعة العلامة إقبال المفتوحة ولجنة التعليم العالي الباكستانية. كما أبدى اهتمامًا بعلم الجواهر، وكتب كتبًا عن الجواهر الأردية.
كما حصل على شهادات في الإحصاء، والصحافة، وإدارة المشاريع، ومنهجية البحث، ودورات تطوير المناهج والكتب النصية التي تقدمها جامعة البنجاب، ومعهد التعليم والبحث، لاهور؛ المعهد الباكستاني للتخطيط والإدارة، إسلام أباد، جامعة برادفورد (المملكة المتحدة)؛ معهد كومساتس لتكنولوجيا المعلومات، إسلام أباد، باكستان؛ معهد إدارة المشاريع (الولايات المتحدة)؛ الجامعة الوطنية للعلوم والتكنولوجيا، إسلام أباد، باكستان؛ والمكتب الدولي للتربية، اليونسكو، جنيف. أشرف على عدد من طلاب الماجستير والدكتوراه في مشاريع / أطروحات متعلقة بالأودية والبنجابية واللسانيات والترجمة والتعليم والمعلوماتية وعلوم الكمبيوتر.

## المسار المهني
كتب دوراني العديد من الكتب والمقالات باللغتين الأردية والإنجليزية. كانت موضوعاته هي اللغة الأردية وأدبها، واللسانيات، والتعليم، ومحو الأمية، وتطوير المناهج والكتب المدرسية، والمعلوماتية والبحوث والقواميس الأردية. والمصطلحات، والببليوغرافيات والموسوعات، وكذلك الدراسات المتعلقة بمحمد إقبال، والدراسات الباكستانية، وعلم الجواهر، وتاريخ وفلسفة العلوم.
كان رئيس اللجنة الفرعية للتقييس (اللجنة الوزارية لتطبيق اللغة الأردية) في وزارة الإعلام الباكستانية. كما شغل منصب رئيس مجلس الإدارة الفخري (INKSOFT Inc.)، إسلام أباد، (أول شركة توطين برمجيات باكستانية) لتوطين اللغات الأردية والباكستانية (البشتوية والبنجابية والسندية) والفارسية والدرية والعربية. تمتد أعمال الترجمة الخاصة به إلى أكثر من 50 ألف صفحة من الترجمة الأدبية والرسمية والتقنية والكمبيوتر. تشمل الترجمات "تراتيل أخناتون"، وكتاب "الجماهر في معرفة الجواهر" للبيروني إلى الأردية ، الذي نشرته مؤسسة الكتاب الوطنية في إسلام أباد. عمل أستاذا للغات الباكستانية في جامعة العلامة إقبال المفتوحة. وقد عمل أيضًا كمدير للوسائط المتعددة (Urdu Medium) الدورات الإلكترونية (محو الأمية الإلكترونية الأردية) ، في قسم علوم الكمبيوتر واللغات الباكستانية، جامعة العلامة إقبال المفتوحة في إسلام أباد. شغل منصب مدير المشروع، مركز التميز للمعلوماتية الأردية، إدارة تطوير اللغة الوطنية، باكستان. كما عمل مساعدًا في المؤسسة الوطنية للكتاب. محرر الكتاب الشهري، والعديد من المسؤوليات الأخرى. كان يعمل في المؤسسة الوطنية للكتاب كمستشار، لتطوير الكتب المدرسية منذ مايو 2014 لإعادة تصميم الكتب المدرسية للمؤسسة الوطنية للكتاب لتأسيسه كمجلس فدرالي للكتاب المدرسي، إسلام أباد، وفقًا لإرشادات الأسلوب التي طورها بالفعل لمجلس كتب البنجاب، لاهور والتعليم الفيدرالي. كان عضوا في مجلس المناهج الوطني، وزارة التعليم الاتحادية إسلام أباد.
كان أول مسؤول عن برنامج مايكروسوفت للغة المحلية للغة الأردية. كما شغل منصب رئيس مكتب الترجمات والقواميس والمصطلحات في إدارة تطوير اللغة الوطنية بباكستان. كشف مشروعه الخاص بالمعلوماتية الأردية عن وجود معهد للمعلوماتية الأردية، مرتبط ببحوث اللغة الأردية وتطويرها لاستخدامها على أجهزة الكمبيوتر.

## الجوائز والتكريم
منحه رئيس باكستان الجائزة المدنية الوطنية تمغة الامتياز ‏ على مساهماته في الأدب الأردي والمعلوماتية الأردية، في 14 أغسطس 2010، والتي تم منحها في 23 مارس 2011. تم تكريمه بجائزة مدنية عليا "ستارة الامتياز" التي منحها رئيس باكستان في 14 أغسطس 2015 ومُنحت في 23 مارس 2016. تلقى كتابيه (Iqbal ka Insiklopedia) و(Pakistan Urdu) تقديرًا من رؤساء باكستان السابقين. كان يستنبط فرضية عن الباكستانية كلغة في العالم الإلكتروني، وهي نظرية ضد الهندستانية. كان ناشطًا لغويًا محترفًا في تخطيط اللغة وتطويرها وتعزيزها وسياستها للغات الأردية والباكستانية.
تم إدراجه في منظمة الصحة العالمية في الترجمة والمصطلحات (1995)، نشرتها (Union Latine Infoterm International Where, How and Praetorius). وهو مدرج أيضًا في قائمة اللسانيين ‏. تم ذكر أوراق اعتماده كخبير في التعددية اللغوية في الدليل الدولي لتعدد اللغات، الاتحاد اللاتيني، باريس (2007).
كما تم إدراجه في قائمة الخريجين / الطلاب البارزين أو المشهورين من جامعة البنجاب؛ تشمل الخريجين البارزين من هذه المؤسسة المشاهير والسياسيين ورجال الأعمال. تم تضمين اسمه في أفضل 1800 باحث / كاتب من قبل الباحث الأوروبي باولو ناغريني من ميونيخ، الذي أثار إعجاب ثلاثة علماء آخرين على الأقل من بين ثلاثين ألفًا على الإنترنت. وهو أول مُنظّر على الكمبيوتر من باكستان في وثيقة نظرية الانحلال والتركيب لأحرف الأشباح التي قبلتها وحقّقها الترميز الموحد.